# Nelson Pinal Borges
Nelson Pinal Borges (Matanzas, Cuba, 28 de fevereiro de 1955) é um economista, escritor e mestre internacional de enxadrismo. É graduado em Economia pela Universidade de Matanzas, no ano de 1980.